# The Competition
The Competition is een Amerikaanse dramafilm uit 1980 geregisseerd door Joel Oliansky. Hoofdrollen worden gespeeld door Richard Dreyfuss, Amy Irving, Lee Remick en Sam Wanamaker.

## Verhaal
Paul Dietrich, een getalenteerde pianospeler, werkt als muziekleraar in een middelbare school in Chicago en staat in voor de verzorging van zijn zieke ouders. Hij gaat deelnemen aan een prestigieuze, internationale pianowedstrijd in San Francisco. De hoofdprijs is een aanzienlijk geldbedrag en een contract van twee jaar als muzikant. Andere deelnemers die de finale halen zijn Jerry DiSalvo, Michael Humpries, Mark Landau, Heidi Joan Schoonover en Tatiana Baronova.
Heidi heeft gevoelens voor Paul, maar haar lerares Greta Vandemann raadt aan die emoties te laten voor wat ze zijn, omdat dit haar competitieve gedrag kan beïnvloeden. Ze wil zelfs de wedstrijd verlaten, maar Paul - eveneens verliefd - kan haar overhalen te blijven. Tatiana krijgt een zenuwinzinking nadat haar leraar een beroerte krijgt. Paul vreest dat zij gewoonweg uit emotionele sympathie de wedstrijd zal winnen.
Tijdens het optreden van Heidi ontstaat een mechanisch defect, waardoor zij genoodzaakt is een ander pianowerk te spelen dan gepland. Haar prestatie is indrukwekkend, waardoor ze prompt de wedstrijd wint. Paul is woedend omdat hij getipt was als winnaar en omdat hij Heidi overtuigde te blijven. Doch op het huldigingsfeest bedenkt hij zich en aanvaardt hij zijn tweede plaats. Hij beseft ook nog van Heidi te houden en met haar zijn verdere leven te delen.

## Rolverdeling
| Acteur           | Personage             |
| ---------------- | --------------------- |
| Richard Dreyfuss | Paul Dietrich         |
| Amy Irving       | Heidi Joan Schoonover |
| Lee Remick       | Greta Vandemann       |
| Sam Wanamaker    | Andrew Erskine        |
| Joseph Cali      | Jerry DiSalvo         |
| Ty Henderson     | Michael Humphries     |
| Vicki Kriegler   | Tatiana Baronova      |
| Adam Stern       | Mark Landau           |

## Prijzen en nominaties
De film werd genomineerd:
- 53ste Oscaruitreiking[1]
  - beste montage
  - beste originele lied
- 38ste Golden Globe award[2]
  - beste originele lied
- Golden Raspberry Awards 1980[3]
  - Slechtste Acteur: Richard Dreyfuss